# Big Spring
Big Spring är administrativ huvudort i Howard County i Texas. Orten har fått sitt namn efter en stor källa i närheten. Enligt 2010 års folkräkning hade Big Spring 27 282 invånare.